# Bublava
Bublava är en ort i Tjeckien.   Den ligger i regionen Karlovy Vary, i den västra delen av landet, 140 km väster om huvudstaden Prag. Bublava ligger 728 meter över havet och antalet invånare är 334.
Terrängen runt Bublava är huvudsakligen kuperad, men åt nordost är den platt. Runt Bublava är det glesbefolkat, med 11 invånare per kvadratkilometer. Närmaste större samhälle är Kraslice, 5,7 km söder om Bublava. I omgivningarna runt Bublava växer i huvudsak blandskog.